# オンエアー (テレビドラマ)
- 韓国のテレビドラマ > SBSのテレビドラマ > SBSドラマスペシャル > オンエアー (テレビドラマ)

オンエアー（原題：온에어）は、2008年3月5日から2008年5月15日まで韓国SBSで放送されたテレビドラマ。
主題歌は、韓国のバンドFTislandが担当している。

## キャスト
- オ・スンア：キム・ハヌル

「国民の妖精」と言われるトップ女優。プライドも高く、わがままで身勝手。
大手芸能事務所SWとの契約満了を機に、ギジュンの事務所と契約を交わす。
- イ・ギョンミン：パク・ヨンハ

SBC放送局の無愛想な監督。エリート大学法学部卒業後、弁護士ではなく監督を夢見てSBCに就職。
口数は少ないが、ドラマに懸ける情熱は人一倍。
- チャン・ギジュン：イ・ボムス

弱小芸能事務所の情が厚いマネージャー。
敏腕だが、育ててきた俳優は、人気が出ると大手会社に奪われてしまい、事務所は破産寸前。そんな時にスンアから連絡を受ける。
- ソ・ヨンウン：ソン・ユナ

売れっ子作家。“出生の秘密”や“不治の病”をテーマに高視聴率ドラマを作り出す。
スンアとは犬猿の仲。ジュンヒという息子がいる。
- カン・ホサン：チェ・サンフン

SBC局長。ギョンミンの上司
- エイドン・リー：リッキー・キム

スンアが唯一心を許せるモデル
- イ・ヘギョン：ホン・ジミン

ヨンウンと契約している制作会社社長
- チン・サンウ：イ・ヒョンチョル

SWエンターテインメント社長。
- チェリー：ハン・イェウォン

ギジュンのところからSWに移籍した新人女優。
- チュ・ヨヌ：チャン・ヒョジン

俳優。「海女沈清」に出演し、ハ・ジウォンと共演する。
- ホン・ソンギュ：ヨ・ホミン
- イ・ウォン：クォン・オソク
- ユン・ヒョンス：ユ・ソジュン
- アン・ダジョン：カン・ジュヒョン
- パク・ポンシク：イ・ダリョン
- 台湾観光局副所長：カン・レヨン

## スタッフ
- 演出：シン・ウチョル
- 脚本：キム・ウンスク
- 制作：SBS

## 韓国国外での放送

### 日本
2008年9月からテレビ東京で放送された。2009年2月にはアミューズソフトエンタテインメントよりDVD-BOXが発売され、ドラマ放送時に韓国のスポーツ紙・スポーツカンで連載されていたコミック『オンエアー』の日本語版もブックマン社から発売されている。
主演のパク・ヨンハの死去を受け、2010年7月1日から東海テレビで、2010年7月6日から8月4日までTBSテレビ韓流セレクト枠で再放送された。